# Yangchen Dolkar Tsarong
Yangchen Dolkar Tsarong, (tibétain : ཚ་རོང་དབྱངས་ཅན་སྒྲོལ་དཀར, Wylie : dbyangs can sgrol dkar tsha rong 1927 -) est une écrivaine tibétaine.

## Biographie
Fille de Ragashar, Yangchen Dolkar est scolarisée à l'école privée de Nyarongshar à Lhassa à l'âge de 7 ans.
En juin 1941, à l'âge de 15 ans, son mariage avec Dundul Namgyal Tsarong est célébré, unissant les familles Ragashar et Tsarong. Le couple a eu 5 enfants, connus sous les noms de Namgyal Lhamo Taklha, Norzin Shakabpa, Tsewang Jigme Tsarong, Drikung Chetsang Rinpoché et Tseten Paljor Tsarong.
En 2006, Yangchen Dolkar Tsarong publie son autobiographie en tibétain commentée par Tashi Tsering.